# 北総市
北総市（ほくそうし）は、千葉県印西市、白井市、印旛郡本埜村、印旛村の2市2村の市町村合併によって誕生する予定だった市の名称。

## 地理
印西市、白井市、印旛郡本埜村、印旛村は全てが千葉県北西部の印旛郡市に属し、千葉ニュータウン地域に含まれる。東側は同じく印旛郡市である成田市、酒々井町、佐倉市、西側は旧東葛飾郡である鎌ケ谷市、我孫子市、柏市、南側は旧千葉郡である船橋市豊富地域、八千代市、北側は印旛郡栄町、茨城県北相馬郡利根町となる。
領域北部に利根川が流れ、南東部には佐倉市・酒々井町・成田市との境界に沿って印旛沼がある。このほか、印旛沼水系の長門川・将監川などの河川、手賀沼水系の下手賀沼や手賀川、亀成川なども流れている。2市2村の総面積は159,21km²である。
交通面では2市2村の中心部を東西に貫く北総鉄道北総線のほか、印西市の北部にはJR東日本成田線および国道356号が東西に走っている。

## 沿革
平成の大合併を契機に、千葉県が2000年に公表した「市町村合併推進要綱素案」における印旛地域5市町村（印西・白井・印旛・本埜及び栄町）の合併案が直接の契機である。その後、2003年2月の栄町の離脱によって4市村の枠組みが成立する。白井市は鎌ケ谷市との合併も検討していたが、2003年4月1日の「印西市・白井市・印旛村・本埜村合併協議会」が設置に伴い、鎌ケ谷市との合併協議は白紙撤回された。その後、2市2村で新市名の公募が行われ、二度の公募とも「北総市」がもっとも多くの得票を得た。結果をもとに協議会で投票を行い、得票数が最多だった北総市が、2004年4月14日の合併協議会において新市の名称（予定）として決定された。
しかしその後、同年7月11日に白井市で行われた住民投票で、反対が有効投票数の7割近くを占めることとなった。法的拘束力はないが、白井市は7月12日に協議会離脱を発表。合併協議は白紙となった。

### 年譜
- 2000年（平成12年）11月15日 - 千葉県が「市町村合併推進要綱素案」を発表。印西市・印旛村・白井町（当時）・本埜村・栄町の枠組みが規定される[1]。
- 2001年（平成13年）4月1日 - 印旛郡白井町が市制施行、白井市になる。なお、新市名の候補には「北総市」もあげられていた[2]。
- 2002年（平成14年）12月26日 - 5市町村合併任意協議会を設立。印西市長を議長、白井市長を副議長に選出した[3]。
- 2003年（平成15年）
  - 2月8日 - 栄町が成田地域との合併を目指す方針を示し、協議会から離脱[4]。
  - 3月25日 - 印西市・白井市とも、法定合併協議会の設立案を市議会で可決[5]。
  - 11月20日 - 10月に行われた新市名の第一回公募の結果が公表。2,713件・539種類が集まり、北総市が1位。2位は「印旛市」、そのほか「いんば市」、「千葉ニュータウン市」、「コスモス市」、「新東京市」などがあがった[6]。
- 2004年（平成16年）
  - 2月 - 第一回公募で上がった候補のうち8件を選出した第二回アンケートの結果が公表され、11,360件（無効253件）のうち、「北総市」が3267件で全体の29.4%を占め一位。以下、「印西市」「北千葉市」「秋桜市」「いんば市」「印旛市」「ほくそう市」「印波市」の順[7]。
  - 4月7日 - 合併協議会が候補を「北総市」「印西市」「印旛市/印波市/いんば市」の3つに絞る[8]。
  - 4月14日 - 新市名が北総市に決定[9]。
  - 7月11日 - 白井市で住民投票が行われる（投票率68.02%）。「賛成」6,762に対し、「反対」19,245、「どちらとも言えない」1,536となり、反対が有効投票数の7割近くを占める結果となる[10]。
  - 7月12日 - 白井市長が会見し、合併協議会離脱を表明[11]。

## 背景
白井市における住民投票で反対多数となった理由は、直接的には行政サービス低下への懸念や、合併特例債目的ではないかという批判が市民から寄せられていたことにある。実際、2003年時点で、道路や公園の整備など千葉ニュータウン事業の進み具合は、印西市46%、本埜村50%、印旛村40%に対して白井市は77%と飛び抜けて高かった。
これに加えて、白井市がほかの1市2村に比べ西に位置し、東葛地域や東京都と結びつきが深いことが背景にある。とくに鎌ケ谷市との間には合併構想もあった。2002年9月に行われた住民アンケートでは、合併の協議相手として、印旛地域を望むのは39.4%、鎌ケ谷市などを望むのは39.7%と拮抗している。2市2村の合併協議会設立に伴い、鎌ケ谷市との合併は白紙になったが、こうした背景からも白井市の特殊性がうかがえる。

## その後
白井市が離脱して一旦は合併が頓挫したが、その後残る1市2村は話し合いを続け、2008年10月24日、「印西市・印旛村・本埜村合併問題懇談会」が設立された。そして2009年1月9日には「印西市・印旛村・本埜村合併協議会」が設置される。新市の名称候補には印旛市のほか「北総市」も上がっていたが、結局5月29日に新市名を「印西市」に決定した。その後、2010年3月23日に正式に合併、新「印西市」が誕生した。なお、白井市は当面単独市制を明言しており、「北総市」は過去の幻の市の名称となった。
なお「北総市」は、1934年の市川市発足時にも市名候補に挙げられたことがある。